# 歌謡ドッキリ大放送!!
『歌謡ドッキリ大放送!!』（かようドッキリだいほうそう）は、テレビ朝日ほかで放送されていた音楽バラエティ番組である。制作局のテレビ朝日では1980年4月20日から1986年10月26日まで、毎週日曜 13:45 - 14:55  (日本標準時) に放送。

## 概要
関口宏が司会を務めていた日曜午後の番組で、ゲスト歌手による歌のコーナー以外にもさまざまな企画コーナーを設けていた。番組序盤は50人の子供たちがゲストに質問をするコーナー、中盤は選ばれたゲスト1組がゲームに挑戦するコーナー、終盤は小松政夫が進行役を務めるトークコーナーという構成。特に終盤のトークコーナーにはゲストもダンスに参加するサブコーナーを設けるなど、タイトル通りにゲストや視聴者をドッキリさせる要素を取り入れていた。番組収録は毎週木曜日に行われていた。
この番組はテレビ朝日系列局を中心に番組販売の形でネットされていた（テレビ朝日系列局ではほぼ同時ネット）が、テレビ朝日系列局のない地域では他系列局が購入し、時差ネットの形で放送されていた。
なお、近畿地方においてはテレビ朝日系列局の朝日放送では放送されず、代わりに周辺独立局であるKBS京都・サンテレビ・テレビ和歌山の3局で放送されていたが、当番組や『独占!女の60分』など、近畿地方では腸捻転時代の毎日放送（当時朝日放送はTBS系列）およびネットチェンジ後の朝日放送が購入・ネットせずに近隣の独立局が番販購入（個別スポンサードネットを含む）の上で時差放送するローカル枠番組が複数あった（このため一時期NETテレビ→テレビ朝日は、営業拠点として京都・神戸に支局を設けていた）。

## 出演者

### 司会
- 関口宏
- シェリー（1980年4月 - 1982年3月）
- 高見知佳（1982年4月 - 1983年3月）
- 白石まるみ（1983年4月 - 1984年3月）
- 南美希子（当時テレビ朝日アナウンサー、1984年4月 - 1985年3月）
- 鳥越マリ（1985年4月 - 1986年3月）
- 野沢直子（1986年4月 - 終了まで）
- 保坂正紀（当時テレビ朝日アナウンサー）

### レギュラー
- せんだみつお
- 小松政夫
- 片岡鶴太郎
- ほか

## スタッフ
- 構成：松岡孝、かとうまなぶ、日高はじめ、植竹公和、飯田誠一、伊藤義信、内堀尚
- 演奏（一週でも担当したことのあるバンド）：豊岡豊とスイングフェイス、岡本章生とゲイスターズ、原信夫とシャープスアンドフラッツ、森寿男とブルーコーツ
- コーラス：ミンクス
- 編集：東北新社
- ディレクター：成田信夫、湧口義輝、大村正二、鍵谷伸宏、瀬戸口修
- 演出：山口是利、斉藤由雄、成田信夫
- プロデューサー：竹田賢一、皇達也、塚本康二、湧口義輝、北村英一
- 制作著作：テレビ朝日

## 主なコーナー

### ちびっ子ドッキリインタビュー
番組序盤のコーナーで、毎回50人の子供たちがゲストにさまざまな質問をぶつけた。コーナー開始時にはシャッターが開き、コーナー終了時にはブザーが鳴ってシャッターが下りるという演出があった。当初はゲストの回答に対して子供たちがどう思うかのアンケートを取っていたが、これはやがて廃止された。
このコーナーは、1989年9月に『水曜スーパーテレビ』で放送された『加トちゃんケンちゃんスペシャル』で1度だけ復活したことがある。また1995年1月4日に『新春特別企画 豪華時代劇スター競演!!新年おめでとう!夢の大感謝祭』でも復活したことがある。

### スタードッキリルーレット
ゲストがさまざまなゲームに挑戦していたコーナー。「ゲームルーレット」と呼ばれるルーレットでゲームの種類を決めた後、「ゲストルーレット」でそのゲームに参加するゲストを決めた。ゲスト全員が参加する際には、ゲストルーレットを省略することもあった。ゲームは、フレンチカンカンダンサーの衣装に付いている言葉を探して当てる「ぴったしカンカン踊り」（TBS『ぴったし カン・カン』のパロディ）や、画鋲の付いた羽子板で風船を羽根突きするゲームなどがあった。
当初は小松政夫が進行役を務めていたが、担当がせんだみつおに変わってからは「せんみつのダブルルーレット」と題して行われるようになった。

### スタードッキリ日記
ゲストの1人がマイクの前に立ち、スタッフが作成した奇妙な日記を読むコーナー。その日記のワンフレーズは、ヒット曲の歌詞の部分を使用していた。そして最後は、ザ・ドリフターズの「ドリフのほんとにほんとにご苦労さん」のワンフレーズ「ほんとにほんとにほんとにほんとに、ごくろうさん」で締めるというものだった。和田アキ子に関するフレーズではゴジラの鳴き声「ガオー！」になるのが定番であり、和田本人の前でも使われたことがある。

### コマっちゃんのごきげんよう
小松政夫が淀川長治風キャラクター（淀川モノマネ用の眼鏡を掛け、着物姿）に扮し、ゲストの1人を招いてトークをするコーナーで、コーナー後半はそのゲストも参加する踊りのコーナーとなっていた。後者の進行方式は前期と後期とでは異なっていたが、いずれにおいてもゲストが踊り終わると小松が「表彰状、○○殿、あんたはエライ！」という台詞とともに表彰状を手渡していた。
前期
突然チリ紙交換車風のアナウンス「毎度、お騒がせいたしております。こちらはタコフン音頭でございます」が入って暗転、入れ替わりで祭礼の衣装を着たチアリーダーと男児たちがコンバットマーチとともに現れた（男児たちは赤い褌を締めていた。後に、褌を締めたタコの着ぐるみが参加するようになった）。そしてチアリーダーと男児たちが「代々木上原の小松さーん！」と叫ぶと、淀川眼鏡の代わりに鉢巻を締めて額に扇子をかざした小松が、着物を脱いで赤い法被と赤い褌姿となり「今日も元気だ、お尻が綺麗！タコフン音頭で日本全国花盛り！」と口上を述べた後、ゲストとともに「タコフン音頭」を歌いながら踊っていた。
テレビ朝日の期首特番『オールスター番組対抗ボウリング大会』でも、番組内の応援としてこれを行ったことがある。
後期
突然保坂正紀が現れ、彼がアナウンスを始めると小松は姿を消すが、その後しばらくして小松がロックンローラーに扮して再登場し、「エライあんたのロックンロール」をゲストとともに踊りながら歌っていた。「エライあんたのロックンロール」の歌の間には「パンツしたままウ○チした！」という台詞が入っていたが、時にはこの台詞を週替わりで「ペチャパイもみもみ馬鹿踊り！」などの別の台詞に差し替えることもあった。

### スタードッキリ本人クイズ
1981年11月18日放送分より開始。司会は保坂正紀。毎回1人のゲストが『クイズタイムショック』形式のクイズに挑戦していた。問題は、前期では12問、後期では10問あった。好成績を収めると、天井から大量の紙吹雪が降り、海外旅行が贈られた。正解数が少ないと、ナレーターが「きつ〜い一発」と称して行う強烈な質問に答えなければならない罰ゲームを課せられた（この時には落雷の演出が入った）。また、前期の初め頃には、先述の方式のクイズ=「スピードクイズ!!」と、他のゲスト4組が解答する書き問題のクイズ=「エピソードクイズ!!」の2部構成になっていた。
スタジオセットの構成は、前期では解答席が画面左から右へ移動するパターン。後ろの電飾は正解なら赤、不正解なら青が灯るというもので、不正解だとセット後ろにある巨大なハンマーを模したものが動き、それが解答者席にいるゲストの頭に直撃した。もちろんハンマーは柔らかい材質でできている上に、頭に当たった時に入る衝撃音も単なる効果音だった。後期では解答席は固定され、正解するたびに花びら状にランプが付く構成だった。

## 備考
- 放送第1回では、前番組『笑アップ歌謡大作戦』の司会者・山城新伍が大写しされた紙をぶち破って関口宏が登場し、「山城さんは火曜日に移りました」と前番組の放送曜日変更の旨を伝える演出があった。
- 1986年4月8日に18歳の若さで自らの命を断った岡田有希子が最後にテレビ出演したのが、同年4月20日にオンエアされたこの番組だった。当該回の収録は岡田の死の4日前にあたる4月4日に行われ、20日当日には一旦お断りのテロップ（収録日）を入れた上でそのまま放送。岡田が「くちびるNetwork」を歌い終えた直後のシーンでは、「つつしんで岡田有希子さんのご冥福をお祈りします。」というテロップが表示された。
- 2009年2月8日放送の特別番組『50時間テレビ・あのシーンをもう一度!伝説の高視聴率超大ヒット人気番組ぜ〜んぶ見せます!スペシャル』で、本番組紹介時に「ちびっ子ドッキリインタビュー!」でゲストに質問をぶつける子供50人がいる座席部分の映像が出されたが、肖像権への配慮からぼかし処理が施されていた。その10年後の2019年2月1日に放送の『ミュージックステーション3時間スペシャル』の企画「2度と見られない! テレ朝60年奇跡の発掘映像ランキング」では、子供に対するぼかし処理はなかった。
- 2010年1月1日放送の『心に残るニッポンの歌』、『お願い!ランキング』内の「ストライク・ミュージック」、『さまぁソン!』といったテレビ朝日の懐メロ番組において流される1980年代の歌謡曲の映像は、多くがこの番組の映像である。

## 放送局
| 放送対象地域   | 放送局             | 系列                          | 備考                                                 |
| -------------- | ------------------ | ----------------------------- | ---------------------------------------------------- |
| 関東広域圏     | テレビ朝日         | テレビ朝日系列                | 製作局                                               |
| 北海道         | 北海道テレビ       | テレビ朝日系列                |                                                      |
| 宮城県         | 東日本放送         | テレビ朝日系列                |                                                      |
| 福島県         | 福島放送           | テレビ朝日系列                | 1981年9月20日のサービス放送から                      |
| 山梨県         | 山梨放送           | 日本テレビ系列                |                                                      |
| 新潟県         | 新潟放送           | TBS系列                       | 1981年3月まで                                        |
| 新潟県         | 新潟総合テレビ     | フジテレビ系列                | 現：NST新潟総合テレビ 1981年4月から1983年9月まで     |
| 新潟県         | 新潟テレビ21       | テレビ朝日系列                | 1983年10月の開局時から                               |
| 長野県         | 信越放送           | TBS系列                       | 1980年9月まで                                        |
| 長野県         | テレビ信州         | 日本テレビ系列                | 1980年10月の開局時から                               |
| 静岡県         | 静岡けんみんテレビ | テレビ朝日系列                | 現：静岡朝日テレビ                                   |
| 中京広域圏     | 名古屋テレビ       | テレビ朝日系列                |                                                      |
| 京都府         | KBS京都            | 独立UHF局                     |                                                      |
| 兵庫県         | サンテレビ         | 独立UHF局                     |                                                      |
| 和歌山県       | テレビ和歌山       | 独立UHF局                     |                                                      |
| 鳥取県・島根県 | 日本海テレビ       | 日本テレビ系列                |                                                      |
| 広島県         | 広島ホームテレビ   | テレビ朝日系列                | 広島東洋カープ戦中継を優先して放送休止になる場合あり |
| 山口県         | 山口放送           | 日本テレビ系列                |                                                      |
| 徳島県         | 四国放送           | 日本テレビ系列                |                                                      |
| 香川県・岡山県 | 瀬戸内海放送       | テレビ朝日系列                |                                                      |
| 愛媛県         | 南海放送           | 日本テレビ系列                |                                                      |
| 高知県         | 高知放送           | 日本テレビ系列                |                                                      |
| 福岡県         | 九州朝日放送       | テレビ朝日系列                |                                                      |
| 長崎県         | 長崎放送           | TBS系列                       |                                                      |
| 熊本県         | 熊本放送           | TBS系列                       |                                                      |
| 大分県         | テレビ大分         | フジテレビ系列 日本テレビ系列 |                                                      |
| 宮崎県         | 宮崎放送           | TBS系列                       |                                                      |
| 鹿児島県       | 鹿児島テレビ       | フジテレビ系列                | 1982年9月まで                                        |
| 鹿児島県       | 鹿児島放送         | テレビ朝日系列                | 1982年10月の開局時から                               |
| 沖縄県         | 琉球放送           | TBS系列                       |                                                      |